# Appel de marge
Sur les marchés à terme organisés (connus également sous leur nom anglais de marché de futures), l'appel de marges (en anglais : margin requirements ou margin call) est à l'origine le versement obligatoire de fonds supplémentaires auprès de la chambre de compensation, en numéraire ou en collatéral (valeurs mobilières, titres de créance négociables, etc.) par un intervenant pour couvrir la dépréciation de sa position ouverte sur le marché, et qui doit être effectué dans un délai assez rapproché, souvent avant la séance de bourse du lendemain, sous peine de voir sa position liquidée à l'ouverture suivante du marché.
Par extension, on utilise la même expression pour désigner l'opération symétrique, c'est-à-dire les gains crédités sur le compte d'un intervenant par la chambre de compensation.
Enfin, on a étendu l'usage de l'expression aux opérations bilatérales de gré à gré (en anglais : over the counter) entre participants aux marchés financiers pour désigner le versement en cours de contrat d'un complément de dépôt de garantie lié à la dépréciation ou à l'appréciation dudit contrat ou de l'actif sous-jacent à ce contrat. On l'utilise aussi sur certains marchés pour le terme anglicisé de repricing (exemple : « repricer » un repo).